# Macroclinium perryi
Macroclinium perryi är en orkidéart som först beskrevs av Dodson, och fick sitt nu gällande namn av Dodson. Macroclinium perryi ingår i släktet Macroclinium och familjen orkidéer. Inga underarter finns listade i Catalogue of Life.